# Zintlapal
Zintlapal är en ort i Mexiko.   Den ligger i kommunen Tlapacoya och delstaten Puebla, i den sydöstra delen av landet, 160 km nordost om huvudstaden Mexico City. Zintlapal ligger 846 meter över havet och antalet invånare är 187.
Terrängen runt Zintlapal är huvudsakligen kuperad, men åt sydost är den bergig. Runt Zintlapal är det ganska tätbefolkat, med 124 invånare per kvadratkilometer. Närmaste större samhälle är Xicotepec de Juárez, 19,0 km nordväst om Zintlapal. Omgivningarna runt Zintlapal är en mosaik av jordbruksmark och naturlig växtlighet.